# 1538 Detre
1538 Detre је астероид главног астероидног појаса са средњом удаљеношћу од Сунца која износи 2,362 астрономских јединица (АЈ).
Апсолутна магнитуда астероида је 14,1.